# Nguyễn Khắc Định
Nguyễn Khắc Định (sinh ngày 3 tháng 1 năm 1964) là một chính trị gia người Việt Nam. Ông hiện là Ủy viên Ban Chấp hành Trung ương Đảng khóa XIII, Phó Bí thư Thường trực Đảng ủy Quốc hội, Phó Chủ tịch Quốc hội nước Cộng hòa xã hội chủ nghĩa Việt Nam , Đại biểu Quốc hội Việt Nam khóa XV nhiệm kì 2021-2026, thuộc đoàn đại biểu quốc hội tỉnh Thái Bình, Phó Trưởng ban chỉ đạo Quốc gia phòng, chống dịch COVID-19.

## Xuất thân
Ông sinh ngày 3 tháng 1 năm 1964 tại xã Hòa Bình, huyện Vũ Thư, tỉnh Thái Bình, cư trú ở Nhà 47, tập thể Cục Cảnh sát hình sự, Trung Kính, phường Yên Hòa, quận Cầu Giấy, thành phố Hà Nội.

## Giáo dục
- Giáo dục phổ thông: 10/10
- Cử nhân Luật học
- Tiến sĩ Luật học[3][4]
- Cao cấp lí luận chính trị

## Sự nghiệp

### Văn phòng Chính phủ, Quốc hội
Ông gia nhập Đảng Cộng sản Việt Nam vào ngày 20 tháng 5 năm 1987.
Ông có thời gian công tác lâu năm tại Văn phòng Chính phủ, giữ chức Vụ trưởng Vụ Thư ký - Biên tập, Văn phòng Chính phủ.
Từ tháng 11 năm 2008, ông được Thủ tướng Nguyễn Tấn Dũng bổ nhiệm làm Trợ lý Thủ tướng Chính phủ.
Từ tháng 11 năm 2011, ông được bổ nhiệm làm Phó Chủ nhiệm Văn phòng Chính phủ tại Quyết định số 1569/QĐ-TTg ngày 12 tháng 9 năm 2011.
Tháng 3 năm 2014, ông nằm trong danh sách 44 cán bộ được điều động, luân chuyển làm cán bộ tại các địa phương, ông được Bộ Chính trị điều động tham gia Ban Chấp hành Đảng bộ Thành phố Hồ Chí Minh, giữ chức Phó Bí thư Thành ủy Thành phố Hồ Chí Minh nhưng không thành công cho nên ông ở lại tiếp tục làm Phó Chủ nhiệm Văn phòng Chính phủ.
Ngày 26 tháng 1 năm 2016, tại Đại hội đại biểu toàn quốc lần thứ 12 của Đảng Cộng sản Việt Nam, ông được bầu làm ủy viên Ban Chấp hành Trung ương Đảng Cộng sản Việt Nam khóa 12 nhiệm kì 2016-2021.
Ngày 5 tháng 2 năm 2016, ông được phân công điều hành Văn phòng Chính phủ, thay ông Nguyễn Văn Nên được điều động giữ chức Bí thư Trung ương Đảng, Chánh Văn phòng Trung ương Đảng.
Ngày 22 tháng 5 năm 2016, ông trúng cử đại biểu Quốc hội Việt Nam khóa 14 nhiệm kì 2016-2021, thuộc đoàn đại biểu quốc hội tỉnh Khánh Hòa.
Ngày 22 tháng 7 năm 2016, ông được bầu giữ chức Ủy viên Đảng đoàn Quốc hội, Ủy viên Ủy ban Thường vụ Quốc hội, Chủ nhiệm Ủy ban Pháp luật của Quốc hội khóa XIV, thay ông Phan Trung Lý

### Bí thư Tỉnh ủy Khánh Hòa
Ngày 19 tháng 10 năm 2019, được Bộ Chính trị phân công làm Bí thư Tỉnh ủy Khánh Hòa.
Ngày 22 tháng 11 năm 2019, ông được 456 đại biểu Quốc hội bỏ phiếu đồng ý miễn nhiệm chức vụ Ủy viên Ủy ban Thường vụ Quốc hội, Chủ nhiệm Ủy ban Pháp luật của Quốc hội khóa XIV (tổng số đại biểu Quốc hội tại thời điểm bỏ phiếu là 483).
Ngày 14 tháng 10 năm 2020, Đại hội Đảng bộ tỉnh Khánh Hòa lần thứ XVIII (nhiệm kỳ 2020-2025) công bố ông tiếp tục được bầu làm Bí thư Tỉnh ủy nhiệm kỳ mới.
Ngày 30 tháng 1 năm 2021, tại Đại hội đại biểu toàn quốc lần thứ XIII của Đảng, ông được bầu là Ủy viên Ban Chấp hành Trung ương Đảng Cộng sản Việt Nam khoá XIII, nhiệm kỳ 2021-2026.

### Phó Chủ tịch Quốc hội
Ngày 1 tháng 4 năm 2021, tại kỳ họp thứ 11 Quốc hội khóa XIV, Quốc hội đã thông qua nghị quyết về việc bầu ông giữ chức Phó Chủ tịch Quốc hội.
Ngày 23 tháng 5 năm 2021, ông trúng cử đại biểu Quốc hội Việt Nam khóa 15 nhiệm kì 2021-2026, thuộc đoàn đại biểu quốc hội tỉnh Thái Bình.
Ngày 20 tháng 7 năm 2021, tại kỳ họp thứ nhất của Quốc hội khóa XV, Quốc hội đã thông qua nghị quyết về việc bầu ông giữ chức Phó Chủ tịch Quốc hội.
Ngày 25 tháng 8 năm 2021, Thủ tướng Chính phủ Phạm Minh Chính ký Quyết định số 1438/QĐ-TTg, bổ nhiệm ông Nguyễn Khắc Định làm Phó Trưởng ban chỉ đạo Quốc gia phòng, chống dịch COVID-19.
Ngày 04 tháng 7 năm 2024, Chủ tịch Quốc hội Trần Thanh Mẫn đã ký nghị quyết của Ủy ban Thường vụ Quốc hội về phân công nhiệm vụ đối với Chủ tịch, các Phó chủ tịch Quốc hội khóa XV. Chủ tịch Quốc hội phân công Phó Bí thư Đảng đoàn Quốc hội, Phó Chủ tịch Quốc hội Nguyễn Khắc Định thay mặt điều hành công việc khi Chủ tịch Quốc hội vắng mặt. Theo dõi, chỉ đạo công tác của Ủy ban Pháp luật, Ủy ban Tư pháp, Ủy ban Đối ngoại, Văn phòng Quốc hội và Viện Nghiên cứu lập pháp.

## Đại biểu Quốc hội

### Đại biểu Quốc hội Việt Nam khóa 14
Ngày 22 tháng 5 năm 2016, ông trúng cử đại biểu Quốc hội Việt Nam khóa 14 nhiệm kì 2016-2021, thuộc đoàn đại biểu quốc hội tỉnh Khánh Hòa.

### Đại biểu Quốc hội Việt Nam khóa 15
Ngày 23 tháng 5 năm 2021, ông trúng cử đại biểu Quốc hội Việt Nam khóa 15 nhiệm kì 2021-2026, thuộc đoàn đại biểu quốc hội tỉnh Thái Bình.